# 罗伯特·克努兹·弗里德里希·皮尔格
罗伯特·克努兹·弗里德里希·皮尔格（Robert Knud Friedrich Pilger，1876年7月3日—1953年1月9日）为德国植物学家，专业于针叶树。